# 马克·吐温国家森林

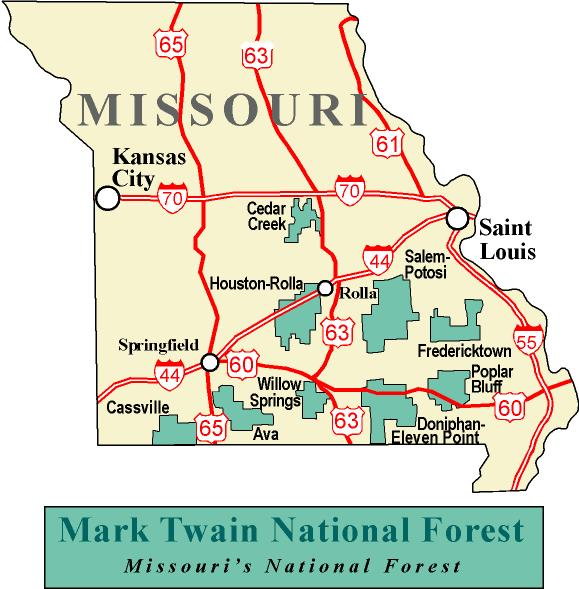
地图

马克·吐温国家森林（英語：Francis Marion National Forest，缩写MTNF）是座美国的国家森林，地处美国密苏里州南部，因密苏里州作家马克·吐温而得名，建立于1939年9月11日，占地面积3,068,800英畝（12,419平方），由9块独立的林地组成，管理处设在密苏里州罗拉。